# Pol Le Gourrierec
Pol Le Gourrierec, né le 15 janvier 1921 à Cléguérec et mort le 19 juillet 1995 à Puylaroque est un diplomate français. Alors ambassadeur au Pakistan, il est agressé le 25 juin 1979 par plusieurs hommes, est roué de coup, et a une dent cassée. 

## Biographie
Pol Le Gourrierec est énarque (promotion Union-Française, 1947). En 1948 il s'était engagé dans la diplomatie. 
Il est ambassadeur en Bulgarie de 1971 à 1975. 

### Ambassadeur au Pakistan
Il est ambassadeur en République islamique du Pakistan de 1976 à 1979. Il est agressé le 25 juin 1979, avec le premier secrétaire Jean Forlot, par plusieurs hommes, alors qu'il passait en voiture dans la commune de Kahuta. Roué de coup, l'ambassadeur a une dent cassée tandis que son compagnon a le crâne fendu.
Selon Yvonnick Denoël, leur voiture, en route pour Islamabad, serait passée fortuitement près du complexe nucléaire secret où le Pakistan construisait sa première bombe, une vieille forteresse militaire inutilisée depuis longtemps. Les agresseurs ne seraient donc pas des voyous, comme le prétendent les autorités pakistanaises, mais des membres des forces de sécurité.
Le décret du 6 décembre 1979 nomme Pol Le Gourrierec ambassadeur en République socialiste tchécoslovaque, en remplacement d'Emmanuel d'Harcourt.

## Famille
Son fils, Alain Le Gourrierec, fut ambassadeur de France au Paraguay de 1993 à 1994, au Chili de 2001 à 2005, et au Mexique de 2005 à 2008.